# Sarah Churchill, hertuginde af Marlborough
Sarah Churchill, hertuginde af Marlborough (født 5. juni 1660, død 18. oktober 1744) var overhofmesterinde ved dronning Anne af Englands hof. Hun var en nær veninde af dronningen, og hun anses for at have været en af de indflydelsesrige kvinder i britisk historie. 

## Lavadelig slægt
Sarah Churchill (født Jennings) var datter af Frances Thornhurst og Richard Jennings. Hun tilhørte en forgældet lavadelig familie. Både hendes far og hendes farfar havde været medlemmer af Underhuset. Farfaderen Sir John Jennings (død i august 1642) var ridder og sheriff for Hertfordshire. 

## Hertuginde af Marlborough
I 1677 giftede Sarah Jennings sig med oberst John Churchill, der også var forgældet og lavadelig. John Churchill blev hertug af Marlborough i 1702. John Churchill var én af Englands bedste generaler, og han blev en engelsk nationalhelt. Han opnåede høje militære og politiske poster.   

## Whig
Sarah Churchills far og farfar tog parlamentets parti i stridighederne med kongemagten. Selv støttede hun altid Whig-partiet. 

## Blenheim Palace
Hun brugte en del tid på at opføre Blenheim Palace, der blev verdensarv i 1987. 